# Женская сборная Арубы по софтболу
Женская национальная сборная Арубы по софтболу — представляет Арубу на международных софтбольных соревнованиях. Управляющей организацией является Федерация софтбола Арубы (нидерл. Aruba Softball Bond, англ. Aruba Softball Federation).

## Результаты выступлений

### Чемпионаты мира
| Год        | Победы         | Поражения      | Место          |
| ---------- | -------------- | -------------- | -------------- |
| 1965—1986  | не участвовали | не участвовали | не участвовали |
| 1990       |                |                | 16             |
| 1994—н. в. | не участвовали | не участвовали | не участвовали |

### Панамериканские чемпионаты
| Год        | Победы         | Поражения      | Место          |
| ---------- | -------------- | -------------- | -------------- |
| 1987—1997  | не участвовали | не участвовали | не участвовали |
| 2001       | 0              | 7              | 16             |
| 2005       | не участвовали | не участвовали | не участвовали |
| 2009       | 3              | 6              | 13             |
| 2013       | 1              | 5              | 12             |
| 2017       | 3              | 5              | 12             |
| 2022—н. в. | не участвовали | не участвовали | не участвовали |

### Чемпионаты Южной Америки
| Год        | Победы         | Поражения      | Место          |
| ---------- | -------------- | -------------- | -------------- |
| 2004       | не участвовали | не участвовали | не участвовали |
| 2011       | .              | .              | 4              |
| 2014       | .              | .              | 4              |
| 2016       | не участвовали | не участвовали | не участвовали |
| 2018       | .              | .              | 5              |
| 2019—н. в. | не участвовали | не участвовали | не участвовали |